# Kriegerdenkmal (Fischbach bei Dahn)
Das Kriegerdenkmal in Fischbach bei Dahn ist ein denkmalgeschütztes Bauwerk.

## Lage
Das Denkmal befindet sich als Verzierung an der Wand der katholischen Pfarrkirche St. Bartholomäus in der Hauptstraße. Die Hauptstraße ist innerhalb von Fischbach die Landesstraße 478. Wenige Meter weiter südlich fließt die Sauer mit der Mündungsstelle des Petersbächel.

## Typologie
Das Kriegerdenkmal entstand in der Zwischenkriegszeit und gedenkt der Gefallenen des Ersten Weltkriegs.
Die Gruppe der Monumente aus dieser Zeit ist zwar auf Grund ihrer zeitlichen Zuordnung als Einheit zusammenzufassen, von Gestaltung und Aussageabsicht her sind jedoch kaum größere Gegensätze denkbar. 
Dabei existiert der Standard-Typus des aufrechten „Feldgrauen“ – meist in Granit oder Betonguss – mit erheblichen Unterschieden in Gestus und Attributen. Letztere reichen von nachdenklich, trauernd, betend mit Fahne oder Gewehr, ebenso aber auch der Gefallene, Niedergestreckte oder Sterbende.